# Порівняння (філософія)
Порівня́́ння в філософії — акт мислення (" логічна рефлексія ", по Канту), за допомогою якого на основі фіксованої установки оцінюється, упорядковується і класифікується зміст пізнання. Онтологічною передумовою порівняння є реальна подібність і відмінність об'єктів пізнання, їх ознаки і відносини між ними. Гносеологічною передумовою порівняння є апріорна установка на той чи інший результат, заданий основою порівняння. У його елементарному вигляді порівняння "є розумове зближення реальних фактів … Наскільки зближувані факти збігаються, зближення їх супроводжується почуттям тотожності або схожості. Навпаки, наскільки вони не збігаються, зближення їх супроводжується почуттям різниці або несхожості ".
Т.чином, в першому наближенні за допомогою порівняння світ осягається як зв'язана різноманітність за умови що самий акт порівняння має сенс лише для тих об'єктів « між якими є хоч якась подібність» (Юм Д. Соч. , Т. 1. М. , 1965, с. 103), тобто в сукупності однорідних предметів, що утворюють клас (множину). Порівнянність предметів у класі (tertium comparationis) здійснюється за ознаками, визначеними в цьому класі і істотним для даного розгляду. При цьому елементи класу, порівнянні по одній підставі, можуть бути непорівнянні по іншій. Наприклад, по підставі "жити на одній планеті " поки порівнянні всі люди, а по підставі « бути предком по прямій лінії» непорівнянні навіть багато близьких родичів. Найважливіший тип відносин, що виявляються шляхом порівняння , — це відносини тотожності і відмінності. Порівняння з об'єднанням цих відносин породжує думку про універсальну порівнянність, про можливість завжди відповісти на запитання " тотожні або різні? ". Предмети сприйняття, чуттєвого досвіду в цьому сенсі можна порівняти завжди, але абстрактні об'єкти не завжди можна порівняти по даній підставі, оскільки відмінність визначається тут не безпосередньо свідченням почуттів, а є результатом логічної рефлексії (як логічне заперечення тотожності). У цьому випадку, якщо проблема порівняння по підставі " тотожне або різне " є масовою проблемою (залежить від параметра, як це буває зазвичай у математиці), вона не тільки нетривіальна, але її далеко не завжди можна вирішити.
Порівняння в ряді соціальних наук (психології, соціології та ін) —
1. науково-філософський метод, спрямований на спосіб пізнання одиничного, особливого і загального; відіграє роль у пізнанні руху і зміни речей, а також у розкритті причин окремих явищ ; є способом класифікації та систематизації предметів і явищ, необхідною складовою будь-якого висновку, одним із засобів доказу ;
2. предмет дослідження конкретних дисциплін.